# Episodi di Quincy (ottava stagione)
L'ottava e ultima stagione della serie televisiva Quincy, composta da 24 episodi, è stata trasmessa in prima visione negli Stati Uniti d'America da NBC dal 29 settembre 1982 all'11 maggio 1983.
| nº | Titolo originale                       | Titolo italiano                    | Prima TV USA      | Prima TV Italia |
| -- | -------------------------------------- | ---------------------------------- | ----------------- | --------------- |
| 1  | Baby Rattlesnakes                      | Piccole serpi                      | 29 settembre 1982 |                 |
| 2  | Ghost of a Chance                      | Chirurgo fantasma                  | 6 ottobre 1982    |                 |
| 3  | Give Me Your Weak                      | L 5                                | 27 ottobre 1982   |                 |
| 4  | Dying for a Drink                      | Morte nel bicchiere                | 3 novembre 1982   |                 |
| 5  | Unreasonable Doubt                     | Irragionevole dubbio               | 10 novembre 1982  |                 |
| 6  | Sleeping Dogs                          | Cinque pallottole più una          | 17 novembre 1982  |                 |
| 7  | Science for Sale                       | Scienza in vendita                 | 24 novembre 1982  |                 |
| 8  | Next Stop, Nowhere                     | Prossima fermata il nulla          | 1º dicembre 1982  |                 |
| 9  | Across the Line                        | Abuso di potere                    | 8 dicembre 1982   |                 |
| 10 | Sword of Honor, Blade of Death         | Spada d'onore, spada di morte      | 15 dicembre 1982  |                 |
| 11 | The Law Is a Fool                      | La legge è una beffa               | 5 gennaio 1983    |                 |
| 12 | Guilty Until Proven Innocent           | Colpevole fino a prova contraria   | 12 gennaio 1983   |                 |
| 13 | Cry for Help                           | Richiesta d'aiuto                  | 19 gennaio 1983   |                 |
| 14 | A Loss for Words                       | Mondo sconosciuto                  | 26 gennaio 1983   |                 |
| 15 | Beyond the Open Door                   | Dietro la porta della mente        | 2 febbraio 1983   |                 |
| 16 | On Dying High                          | Morire volando                     | 9 febbraio 1983   |                 |
| 17 | Quincy's Wedding: Part I               | Il matrimonio di Quincy (1ª parte) | 16 febbraio 1983  |                 |
| 18 | Quincy's Wedding: Part II              | Il matrimonio di Quincy (2ª parte) | 23 febbraio 1983  |                 |
| 19 | Murder on Ice                          | Omicidio sulla neve                | 9 marzo 1983      |                 |
| 20 | Women of Valor                         | Esperienza meravigliosa            | 16 marzo 1983     |                 |
| 21 | Suffer the Little Children             | Ultima chance                      | 23 marzo 1983     |                 |
| 22 | An Act of Violence                     | Atto di violenza II                | 27 aprile 1983    |                 |
| 23 | Whatever Happend to Morris Perlmutter? | Provaci ancora Morris              | 4 maggio 1983     |                 |
| 24 | The Cutting Edge                       | Possibilità di riuscita zero       | 11 maggio 1983    |                 |

## Piccole serpi
- Titolo originale: Baby Rattlesnakes
- Diretto da: Georg Fenady
- Scritto da: Jeri Taylor

### Trama
Quincy viene coinvolto in un caso di giovani gang e nel programma di libertà vigilata dopo che una bambina di nove anni viene uccisa in un'auto con un colpo d'arma da fuoco. Un ragazzo di 14 anni è pronto a prendersi la colpa.

## Chirurgo fantasma
- Titolo originale: Ghost of a Chance
- Diretto da: Ray Danton
- Scritto da: Steve Greenberg e Aubrey Solomon

### Trama
Quando un uomo muore durante un intervento chirurgico di bypass, Quincy scopre che l'operazione è stata eseguita da un medico locale invece che dal famoso cardiochirurgo incaricato di eseguire la procedura.

## L 5
- Titolo originale: Give Me Your Weak
- Diretto da: Georg Fenady
- Scritto da: Sam Egan

### Trama
Quincy va a ritrovare vecchi amici e si reca a Washington DC nel tentativo di far approvare la legge sui farmaci orfani e aiutare una giovane madre che soffre di mioclono.

## Morte nel bicchiere
- Titolo originale: Dying for a Drink
- Diretto da: Georg Fenady
- Scritto da: Michael Braverman

### Trama
Dopo che una collega mostra un comportamento insolito al lavoro, Quincy scopre che questa ha un problema con l'alcol.

## Irragionevole dubbio
- Titolo originale: Unreasonable Doubt
- Diretto da: Richard Benedict
- Scritto da: Lee Sheldon

### Trama
Un nuovo patologo disabile inizia a lavorare in laboratorio. Quando indaga su un caso di elettrocuzione di un bambino disabile, è convinto che il bambino sia stato ucciso dal padre.

## Cinque pallottole più una
- Titolo originale: Sleeping Dogs
- Diretto da: Georg Fenady
- Scritto da: Preston Wood

### Trama
Quincy deve svelare il mistero di chi ha ucciso il bullo della città in una piccola comunità fuori Los Angeles. Ma si scontra con l'opposizione degli abitanti poiché sembra che tutti in città vogliano proteggere l'assassino, comprese le forze dell'ordine locali.

## Scienza in vendita
- Titolo originale: Science for Sale
- Diretto da: Ray Danton
- Scritto da: Erich Collier (sceneggiatura), Diana Kopald Marcus (soggetto) (accreditata come Diana Marcus), Chris Abbott (soggetto) e Nancy Faulkner (soggetto)

### Trama
Una donna malata di cancro lascia l'ospedale e muore. Coloro che hanno avuto un contatto fisico con lei muoiono. Quincy scopre presto che un nuovo virus è il colpevole delle morti e si affretta a trovare una soluzione per fermare il contagio.

## Prossima fermata il nulla
- Titolo originale: Next Stop, Nowhere
- Diretto da: Ray Danton
- Scritto da: Sam Egan

### Trama
Quincy dà uno sguardo al mondo del punk rock, una musica che crede possa aver contribuito alla morte di un adolescente.

## Abuso di potere
- Titolo originale: Across the Line
- Diretto da: Georg Fenady
- Scritto da: Fred McKnight

### Trama
Quincy viene invitato a indagare sul caso di un agente di polizia che ha ucciso accidentalmente un ostaggio durante una sparatoria per rapina in banca.

## Spada d'onore, spada di morte
- Titolo originale: Sword of Honor, Blade of Death
- Diretto da: Ray Danton
- Scritto da: Michael Braverman

### Trama
Michael Moroshima, un poliziotto che lavora sotto copertura con la task force asiatica e il migliore amico di Sam, viene ucciso mentre ascolta un accordo tra la Yakuza e la mafia.

## La legge è una beffa
- Titolo originale: The Law Is a Fool
- Diretto da: Georg Fenady
- Scritto da: David Karp (sceneggiatura) e Jack Klugman (soggetto)

### Trama
Uno psicopatico narcisista rapisce la nipote di un ex deputato. Dice che sarà "una punizione divina" se lei morirà, e che la colpa per la sua morte ricadrà sulle spalle del membro del Congresso e di Quincy.

## Colpevole fino a prova contraria
- Titolo originale: Guilty Until Proven Innocent
- Diretto da: Ray Danton
- Scritto da: Allison Hock

### Trama
L'amico di Quincy, figlio di un mafioso che si è allontanato dal padre, è accusato di incendio doloso e omicidio.

## Richiesta d'aiuto
- Titolo originale: Cry for Help
- Diretto da: Ray Austin
- Scritto da: Jeri Taylor

### Trama
Dopo che una giovane ragazza viene trovata morta lungo una strada, Quincy chiede l'aiuto di uno psicologo per determinare se la ragazza si sia suicidata o sia stata uccisa dal suo ragazzo.

## Mondo sconosciuto
- Titolo originale: A Loss for Words
- Diretto da: Georg Fenady
- Scritto da: Sam Egan

### Trama
Un giovane muore in un incidente sul lavoro perché non sapeva leggere i segnali di pericolo. Quincy allora affronta il problema dell'analfabetismo degli adulti. Un problema presente anche vicino a casa di Quincy, quando scopre che un suo amico non sa leggere.

## Dietro la porta della mente
- Titolo originale: Beyond the Open Door
- Diretto da: Georg Fenady
- Scritto da: David Moessinger

### Trama
Un sensitivo viene arruolato per aiutare a risolvere gli omicidi di diverse giovani donne che mettono in pericolo la propria vita.

## Morire volando
- Titolo originale: On Dying High
- Diretto da: Ray Danton
- Scritto da: Michael Braverman

### Trama
Dopo che un intrattenitore di un nightclub viene gravemente ustionato, Quincy è determinato a far sapere a tutti che le droghe non sono una cosa da ridere.

## Il matrimonio di Quincy (1ª parte)
- Titolo originale: Quincy's Wedding: Part I
- Diretto da: David Moessinger
- Scritto da: Jeri Taylor

### Trama
Quincy è riluttante a pianificare il matrimonio dei sogni di Emily. Ma forse una confessione di omicidio lo trattiene.

## Il matrimonio di Quincy (2ª parte)
- Titolo originale: Quincy's Wedding: Part II
- Diretto da: Jeri Taylor
- Scritto da: Jeri Taylor

### Trama
Il matrimonio di Quincy potrebbe essere annullato e la vedova che credeva di aver causato la morte del marito è ora certa di essere presa di mira per omicidio.

## Omicidio sulla neve
- Titolo originale: Murder on Ice
- Diretto da: Mel Ferber
- Scritto da: Lee Sheldon

### Trama
Quincy ed Emily ricevono in regalo l'uso della baita di montagna di un loro amico giudice per la loro luna di miele. Immaginano una lunga settimana romantica da soli, sciando e stando seduti davanti a un caminetto. Quando arrivano sono delusi nello scoprire che ci sono anche altri ospiti. Tutti gli ospiti sono coinvolti nelle forze dell'ordine in una forma o nell'altra e tutti si conoscono. Ben presto si rendono conto che l'ultima volta che si sono visti insieme è stato quando hanno lavorato tutti allo stesso caso, un anno fa. L'uomo che tutti hanno aiutato a condannare è scappato di prigione e da allora è scomparso nel nulla. Quando il giudice non arriva, decidono tutti di andare a cercarlo nel caso ci sia stato un incidente. Quando trovano la sua auto, intrappolata in un cumulo di neve che blocca l'unica via d'uscita dalla montagna, e il suo corpo al suo interno iniziano tutti a preoccuparsi se il criminale scomparso stia pianificando la sua vendetta.

## Esperienza meravigliosa
- Titolo originale: Women of Valor
- Diretto da: Georg Fenady
- Scritto da: Sebastian Milito e Deborah Klugman

### Trama
Dopo la tragica morte di un neonato, Quincy, insieme a donne forti, inizia una crociata per legittimare ulteriormente l'uso delle ostetriche.

## Ultima chance
- Titolo originale: Suffer the Little Children
- Diretto da: William Cairncross (accreditato come William O. Carincross)
- Scritto da: David Karp (sceneggiatura e soggetto) e Neal J. Sperling (sceneggiatura)

### Trama
Una famiglia affidataria scadente è responsabile della morte di un bambino di 7 anni. Quincy ed Emily cercano di iniziare un nuovo programma affidatario, in modo che il fratello maggiore della vittima possa ricongiungersi con la sua famiglia travagliata, dove si creerà un nuovo ambiente stabile.

## Atto di violenza II
- Titolo originale: An Act of Violence
- Diretto da: Michael Braverman
- Scritto da: Michael Braverman

### Trama
Una donna anziana viene derubata e uccisa nel suo appartamento. Il prossimo obiettivo, Quincy. Sam prende le prove in laboratorio prima che Quincy vada in ospedale, in modo che Monahan possa rintracciare i feroci assassini. Quincy lotta con la rabbia per la rapina.

## Provaci ancora Morris
- Titolo originale: Whatever Happened to Morris Perlmutter?
- Diretto da: Sam Egan
- Scritto da: Sam Egan

### Trama
Un ex famoso divo del teatro muore a causa della pistola di un ladro. Sua sorella, Quincy e Monahan cercano l'assassino. Il suo agente, Morris Perlmutter, cerca invece un tornaconto per questa situazione.

## Possibilità di riuscita zero
- Titolo originale: The Cutting Edge
- Diretto da: Georg Fenady
- Scritto da: Jeri Taylor

### Trama
Kenny Kelso, un giovane padre, rimane gravemente ferito in un incidente sul lavoro e perde il braccio. Il suo braccio viene ritrovato e i paramedici portano sia lui che il suo arto in un nuovo posto, una clinica sperimentale dove potrebbe essere possibile riattaccarli.